# オラフ・ホフスバッケン
オラフ・ホフスバッケン（Olaf Hoffsbakken、1908年9月2日 - 1986年11月23日）はノルウェー、オップラン県Snertingdal出身の元ノルディック複合およびクロスカントリースキー選手。1930年代に活躍した。

## プロフィール
1934年ノルディックスキー世界選手権ではノルディック複合で6位、4x10kmリレーでは4位となった。
翌年の1935年ノルディックスキー世界選手権ではノルディック複合で4位、クロスカントリースキー18kmで銅メダル、4x10kmリレーで銀メダルと2個のメダルを獲得した。
1936年ガルミッシュ・パルテンキルヘンオリンピックではノルディック複合と4x10kmリレーでともに銀メダルを獲得、クロスカントリースキー18kmでは5位の成績を残した。
1938年ノルディックスキー世界選手権ではノルディック複合で金メダルを獲得、クロスカントリースキー18kmでは8位となった。
さらに1938年ノルディックスキー世界選手権の4x10kmリレーで4位となった。
また、ホルメンコーレン大会では1936年と1939年にノルディック複合で優勝、1937年にはホルメンコーレン・メダルを受章した（同時受章はビルゲル・ルート、マルティン・ペーダー・ヴァングリ）
1986年にオップラン県のGjøvikで死去。